# La Falaise (Rousseau)
Pour les articles homonymes, voir La Falaise.
La Falaise est un tableau du peintre français Henri Rousseau réalisé vers 1895. Cette huile sur toile est un paysage qui représente dans un style naïf une baie bordée de falaises, avec une barque sur le sable au premier plan et quelques voiliers plus loin. Partie de la collection Jean Walter et Paul Guillaume, elle est conservée au musée de l'Orangerie, à Paris.